# ميناء ديلة
ميناء ديلة للصيد البحري المعروف أيضاً ب‍مرسى ديلة هو ميناء صيد بحري صغير على ساحل البحر المتوسط شمال غرب مدينة الزاوية في مؤتمر الزاوية الجديدة في ليبيا. يتميز بشاطيء صخري ويعتبر الميناء من أكبر مصائد سمك التونة أثناء فصل الصيف.
تتنوع المنتجات السمكية الواردة إلي هذا المرفا بأسماك من قبيل: السردين الشولا الكحلة والحبار والتريليا المرجان البوري البوقا المنبوكا الشلبة الشرقان الكزلا الفروج الستيليا الجمبري شكوربو زمرينا الحربة. وتصل عدد مراكب الصيد المسجلة بهذا المرفأ هي نحو 50 مركبا، كلها من الحجم الصغير أو ما يعرف محليا بالفلوكة، ويتم الاصطياد بالشباك.
اشتهر الميناء في تاريخ الجهاد الليبي ضد الاحتلال عندما قامت المدمرة الإيطالية «روما» سنة 1922، بقصف مدينة الزاوية بالمدافع عندما وقعت معركة الراس الأحمر بين المجاهدين والقوات الإيطالية ثم نزلت هذه القوات الي الشاطي بعد مقاومة عنيفة دامت يومين وهما 24، 25 أبريل 1922، وقد تم إنشاء منارة للميناء حديثا.